# Henri Christiaans
Henri Christiaans (1947) is decaan en chair professor aan de School of Design & Human Engineering van het Ulsan National Institute of Science and Technology (UNIST).

## Algemeen
Christiaans studeerde psychologie aan de Universiteit van Amsterdam en studeerde af op het onderwerp onderzoeksmethodologie. In 1992 promoveerde hij aan de TU Delft aan de faculteit Industrieel Ontwerpen op het proefschrift Creativity in design: the role of domain knowledge in designing.
  
Na vele jaren als hoofddocent aan de TU Delft, faculteit Industrieel Ontwerpen, gewerkt te hebben, is Henri Christaans in 2017 als decaan en 'chair professor' verbonden aan de School of Design & Human Engineering van het Ulsan National Institute of Science and Technology (UNIST) in Zuid-Korea. Tot 2017 was hij tevens parttime werkzaam aan de Faculteit Architectuur van de Universiteit van Minho (UMinho), waar hij mede vorm gaf aan de opleiding Product Design. Hij was invited professor aan de universiteiten van Lissabon, Dar es Salaam (Tanzania), EAFIT (Colombia), Pune (India). Verder was hij mede-oprichter en hoofdredacteur bij het tijdschrift Journal of Design Research.